# Сігурд Скотт-Гансен
Сігур Скотт Гансен (норв. Sigurd Scott Hansen, 24 липня 1868, Лейт — 24 квітня 1937, Осло) — норвезький дослідник полюсів, професійний військовий. 

## Життєпис
Народився в сім'ї судового священника. Закінчив військове училище в Гортені, в 1889 р. отримав перше офіцерське звання. У 1892 р. отримав звання молодшого лейтенанта, в 1893—1896 рр. брав участь в арктичній експедиції Нансена на кораблі «Фрам». Узяв на себе більшу частину метеорологічних, астрономічних і магнітних спостережень. Після відправлення Нансена і Югансена у похід санами до Північного полюса (14 березня 1895 р.), став помічником командира корабля — Отто Свердрупа. За участь в експедиції нагороджений срібною медаллю Королівського географічного товариства Великої Британії. У 1898 р. відзначений капітанським званням, а в 1910 р. — званням командор-капітана. У відставці з 1933 р. Брав активну участь у кампанії зі збереження «Фрама» як національної реліквії.